# 瓦爾特·拉布爾
瓦爾特·拉布爾（德語：Walter Rabl；1873年11月30日—1940年7月11日），奧地利作曲家、指揮家，也是一位聲樂教師。他的作品多數都已散佚，今人只能一窺其早期的一小部分創作。拉布爾在30歲之後便不再作曲，而將職業生涯的重心轉往指揮和教學。

## 生平
拉布爾在維也納出生，從小便是一位優秀的鋼琴演奏者。他曾就讀瑞士羅勒的羅西學院，在薩爾茨堡則是向莫扎特大學的校主任约瑟夫·弗里德里希·胡梅爾學習音樂理論、作曲。1892年他自薩爾茨堡的國立學院（Staatsgymnasium）畢業。
畢業後，拉布爾返回維也納，繼續向卡爾·納夫拉蒂爾（Karl Nawrátil）學習。之後他又前往布拉格德意志大學攻讀博士學位，師從音樂學學者吉多·阿德勒。拉布爾取得博士學位時，年僅25，他很快地獲得德勒斯登皇家劇院的一個職位，在那裏從事音樂訓練和聲樂指導。
1903年起，拉布爾的指揮足跡遍佈全德，在杜塞尔多夫、埃森、多特蒙德、布雷斯勞、马格德堡等地做指揮教學。此外他是當時「激進派」作曲家如馬勒、哥德馬克、施雷克、康果爾德和理查·史特勞斯等人的支持者。1905年拉布爾和女高音赫敏·馮·克里斯汀（Hermine von Kriesten）成婚，夫妻倆在幾部華格納劇作中聯袂出演。
1924年他以指揮的身分退休，但繼續以鋼琴合作的方式在马格德堡教學。許多知名的歌者都曾受他指導，例如勞里茨·梅爾基奧、海因里希·施盧斯努斯等人。
1940年，拉布爾在克洛派内尔湖畔圣坎奇安逝世。

## 作品

### 室內樂
拉布爾的E♭大調四重奏（單簧管、小提琴、大提琴、鋼琴），作品1，在1896年一項由維也納聲樂藝術家協會（Tonkünstlerverein）贊助的賽事中獲得首獎。布拉姆斯也是該屆賽事的評委之一，他除了出資協助這首四重奏公開演出之外，也將之推薦給自己的出版商辛羅克。翌年，辛羅克將拉布爾的作品1四重奏，以及另外的三重奏（作品2）、歌曲集（作品3、作品4）一起出版。
作品1的四重奏所使用的樂器編制相當引人注意，後來吸引了梅西安在《时间终结四重奏》（1941年）的仿傚。2007年，拉布爾四重奏的各聲部分譜由Silvertrust再版發行。
1899年，辛羅克繼續出版拉布爾的作品，包括歌曲集（作品5、作品7）、小提琴奏鳴曲（作品6）、交響曲（作品8）等。之後，拉布爾又寫作了一系列歌曲作品（作品9至15），則是由萊比錫的拉特（Rahter）出版。

### 歌剧
拉布爾大部分的劇作不脫布拉姆斯和罗伯特·舒曼的影響。不過，1903年的《利亞納》（Liane）則有顯著的華格納風格（形式、主題動機等）。《利》首演（斯特拉斯堡，1903年）的聽眾反應甚好，不過在此之後，拉布爾就未再創作。

## 錄音節選
- 浪漫主义的黄昏：沃尔特·拉布尔和约瑟夫·劳勃的室内乐。由猎户座乐团演奏。 Cedille Records（編號CDR 90000 088），2006年发行。
- 小提琴、大提琴、单簧管和钢琴四重奏，作品1。由Ensemble Kontraste演奏。由Thorofon（THO 2368）发行，1993年。
- 钢琴三重奏幻想小品（Fantasiestücke），作品2
- D大调小提琴与钢琴奏鸣曲，作品6
- D小调交响曲，作品8